# Avatar (franquia)
A franquia Avatar de James Cameron é uma série planejada de filmes de ficção científica produzidos pela Lightstorm Entertainment e distribuídos pela 20th Century Studios, bem como jogos de computador associados e passeios de parque temático.
A primeira parte, Avatar, foi lançada em 18 de dezembro de 2009 e é o filme de maior bilheteria de todos os tempos. A série planejada foi anunciada pela 20th Century Fox em 11 de dezembro de 2009, uma semana antes de Avatar ser lançado nos cinemas. A 20th Century Fox confirmou a série em 15 de janeiro de 2010. Note que as sequências só têm títulos de trabalho até agora e provavelmente receberão nomes diferentes mais próximos do lançamento.
Como o filme original, as quatro sequências planejadas têm tramas independentes "totalmente encapsuladas" que "chegam a suas próprias conclusões". Todos os quatro filmes têm uma meta-narrativa abrangente que os conecta e tem a família Sully no centro. James Cameron descreveu as sequências como "uma extensão natural de todos os temas, e dos personagens, e das correntes espirituais" do primeiro filme.

## Filmes
| Filme                     | Data de lançamento     | Diretor       | Roteirista(s)                             | História(s)   | Produtor(es)               | Status       |
| ------------------------- | ---------------------- | ------------- | ----------------------------------------- | ------------- | -------------------------- | ------------ |
| Avatar                    | 18 de dezembro de 2009 | James Cameron | James Cameron                             | James Cameron | James Cameron e Jon Landau | Lançado      |
| Avatar: O Caminho da Água | 16 de dezembro de 2022 | James Cameron | James Cameron e Josh Friedman             | James Cameron | James Cameron e Jon Landau | Lançado      |
| Avatar: Fogo e Cinzas     | 19 de dezembro de 2025 | James Cameron | James Cameron, Rick Jaffa e Amanda Silver | James Cameron | James Cameron e Jon Landau | Pós-Produção |
| Avatar 4                  | 18 de dezembro de 2027 | TBA           | James Cameron e Shane Salerno             | James Cameron | James Cameron e Jon Landau | Pós-Produção |
| Avatar 5                  | 22 de dezembro de 2029 | TBA           | James Cameron                             | James Cameron | James Cameron e Jon Landau | Pré-Produção |

### Avatar(2009)
A história se concentra em um conflito épico em Pandora, uma lua habitada do tamanho da Terra de Polyphemus, um dos três gigantes gasosos orbitando Alpha Centauri. Em Pandora, colonos humanos e os habitantes indígenas humanoides sencientes de Pandora, os Na'vi, travam uma guerra sobre os recursos do planeta. O título do filme refere-se aos corpos híbridos de Na'vi com características humanos capazes de serem controlados remotamente, usados pelos personagens humanos do filme para interagir com os nativos. O ex-militar Jake Sully é chamado para ir para Pandora para usar um avatar originalmente criado para seu irmão gêmeo falecido.

### Avatar 2(2022)
16 anos depois dos eventos do primeiro filme, Jake Sully criou uma família com sua esposa Na'vi Neytiri. Quando uma nova força humana ataca Pandora, a família de Sully tem que buscar uma tribo Na'vi aquática que vive em um arquipélago de Pandora para ter aliados em mais uma guerra difícil contra os humanos.

### Avatar 3(2025)
Um terceiro filme seguirá o segundo, previsto para 19 de dezembro de 2025. Entrevistas em meados de 2010 sugeriram que o terceiro filme exploraria mais do sistema Alpha Centauri, mas o roteiro não foi concluído até o final de 2015, então isso pode ter mudado. Cameron declarou que mais uma tribo de Na'vi seria revelada, "Na'vi cinzas" com cultura baseada em fogo.

### Avatar 4(2027)
Um quarto filme está previsto para 18 de dezembro de 2027, com Shane Salerno co-escrevendo-o.

### Avatar 5(2029)
Um quinto filme foi anunciado e está marcado para 22 de dezembro de 2029.

## Elenco e equipe

### Elenco
| Personagem              | Filmes             | Filmes                   | Filmes           | Outras midias                    | Outras midias                  |
| Personagem              | Avatar             | Avatar: The Way of Water | Avatar 3         | James Cameron's Avatar: The Game | Toruk – The First Flight       |
| ----------------------- | ------------------ | ------------------------ | ---------------- | -------------------------------- | ------------------------------ |
| Personagem              | 2009               | 2022                     | 2025             | 2009                             | 2015                           |
| Jake Sully              | Sam Worthington    | Sam Worthington          | Sam Worthington  |                                  |                                |
| Neytiri                 | Zoe Saldana        | Zoe Saldana              | Zoe Saldana      |                                  |                                |
| Coronel Miles Quaritch  | Stephen Lang       | Stephen Lang             | Stephen Lang     | Stephen Lang                     |                                |
| Dr. Grace Augustine     | Sigourney Weaver   | ASA                      | ASA              | Sigourney Weaver                 |                                |
| Parker Selfridge        | Giovanni Ribisi    | Giovanni Ribisi          | Giovanni Ribisi  | Giovanni Ribisi                  |                                |
| Dr. Norm Spellman       | Joel David Moore   | Joel David Moore         | Joel David Moore |                                  |                                |
| Dr. Max Patel           | Dileep Rao         | Dileep Rao               | Dileep Rao       |                                  |                                |
| Cabo Lyle Wainfleet     | Matt Gerald        | Matt Gerald              | Matt Gerald      |                                  |                                |
| Mo'at                   | CCH Pounder        | CCH Pounder              | CCH Pounder      |                                  |                                |
| Trudy Chacón            | Michelle Rodriguez |                          |                  | Michelle Rodriguez               |                                |
| Eytukan                 | Wes Studi          |                          |                  |                                  |                                |
| Tsu'tey                 | Laz Alonso         |                          |                  |                                  |                                |
| ASA                     |                    | Sigourney Weaver         | Sigourney Weaver |                                  |                                |
| Tonowari                |                    | Cliff Curtis             | Cliff Curtis     |                                  |                                |
| General Ardmore         |                    | Edie Falco               | Edie Falco       |                                  |                                |
| Captão Mick Scoresby    |                    | Brendan Cowell           | Brendan Cowell   |                                  |                                |
| Dr. Karina Mogue        |                    | Michelle Yeoh            | Michelle Yeoh    |                                  |                                |
| Dr. Ian Garvin          |                    | Jemaine Clement          | Jemaine Clement  |                                  |                                |
| Varang                  |                    | Oona Chaplin             | Oona Chaplin     |                                  |                                |
| Javier "Spider" Socorro |                    | Jack Champion            | ASA              |                                  |                                |
| Neteyam                 |                    | Jamie Flatters           | ASA              |                                  |                                |
| Lo'ak                   |                    | Britain Dalton           | ASA              |                                  |                                |
| Tuktirey "Tuk"          |                    | Trinity Bliss            | ASA              |                                  |                                |
| Tsireya "Reya"          |                    | Bailey Bass              | ASA              |                                  |                                |
| Aonung                  |                    | Filip Geljo              | ASA              |                                  |                                |
| Rotxo                   |                    | Duane Evans Jr.          | ASA              |                                  |                                |
| Ronal                   |                    | Kate Winslet             | ASA              |                                  |                                |
| ASA                     |                    | Vin Diesel               | ASA              |                                  |                                |
| ASA                     | CJ Jones           |                          | ASA              |                                  |                                |
| ASA                     |                    | David Thewlis            |                  |                                  |                                |
| Abel Ryder              |                    |                          |                  | Audrey WasilewskiChris Edgerly   |                                |
| Kendra Midori           |                    |                          |                  | Kimberly Brooks                  |                                |
| Dalton                  |                    |                          |                  | Keith Ferguson                   |                                |
| Tan Jala                |                    |                          |                  | André Sogliuzzo                  |                                |
| Commander Falco         |                    |                          |                  | Paul Eiding                      |                                |
| Dr. Victor Monroe       |                    |                          |                  | Gregory Alan Williams            |                                |
| Swawta                  |                    |                          |                  | David Kaye                       |                                |
| Rai'uk                  |                    |                          |                  | Kyle Hebert                      |                                |
| Dr. Rene Harper         |                    |                          |                  | Ron Orbach                       |                                |
| Beyda'amo               |                    |                          |                  | Emerson Brooks                   |                                |
| Xamã do Clã Omatikaya   |                    |                          |                  |                                  | Cumie DunioPriscilia Le Foll   |
| Narrador                |                    |                          |                  |                                  | Raymond O'Neill                |
| Ralu                    |                    |                          |                  |                                  | Gabriel ChristoJeremiah Hughes |
| Entu                    |                    |                          |                  |                                  | Guillaume PaquinDaniel Crisp   |
| Tsyal                   |                    |                          |                  |                                  | Giulia PiolantiZoé Sabattie    |

Nota: Uma célula cinza indica que o caráter não apareceu nesse meio.

### Equipe de produção
| Filme                    | Compositor     | Cineasta          | Editores                                                                       | Empresa de produção      | Distribuidor         | Tempo de execução                               |
| ------------------------ | -------------- | ----------------- | ------------------------------------------------------------------------------ | ------------------------ | -------------------- | ----------------------------------------------- |
| Avatar                   | James Horner   | Mauro Fiore       | James Cameron, John Refoua e Stephen E. Rivkin                                 | Lightstorm Entertainment | 20th Century Studios | 2 horas 42 min. (estendido: 2 horas 58 minutos) |
| Avatar: The Way of Water | Simon Franglen | Russell Carpenter | James Cameron, John Refoua, David Brenner, Stephen E. Rivkin e Ian Silverstein | Lightstorm Entertainment | 20th Century Studios | 3 horas 12 min.                                 |
| Avatar 3                 | Simon Franglen | Russell Carpenter | James Cameron, John Refoua, David Brenner e Stephen E. Rivkin                  | Lightstorm Entertainment | 20th Century Studios | ASA                                             |

## Recepção
O primeiro filme foi lançado nos cinemas em 18 de dezembro de 2009. Após 19 dias passou US$1 bilhão de dólares em bilheteria, e em 31 de janeiro de 2010, se tornou o primeiro filme a passar US$2 bilhões, superando o filme anterior de James Cameron, Titanic, para se tornar a maior bilheteria da história, concluindo sua exibição inicial com US$ 2.789.769.794 em todo o mundo. Perdeu o título em 2019 para Avengers: Endgame, mas retomaria em 2020 após um relançamento na China. Após um relançamento em 2022 em preparo para a chegada da continuação, o faturamento total é de US$2,923,706,026.
A continuação Avatar: The Way of Water saiu nos cinemas em 16 de dezembro de 2022. Em apenas 40 dias superou US$2 bilhões, e fechou com um faturamento de US$2,320 bilhões, terceira maior bilheteria da história atrás de Avatar e Avengers: Endgame.
Ambos os filmes foram bem recebidos criticamente e receberam vários prêmios. Porém ambos foram questionados por deixar pouco impacto cultural fora dos efeitos especiais e revitalização do cinema 3D.

### Desempenho de bilheteria
| Filme                    | Data de lançamento     | Bilheteria bruta | Bilheteria bruta   | Bilheteria bruta | Ranking de bilheteria    | Ranking de bilheteria | Orçamento (milhões)     | Referência |
| Filme                    | Data de lançamento     | América do Norte | Outros territórios | Mundial          | Ranking América do Norte | Ranking mundial       | Orçamento (milhões)     | Referência |
| ------------------------ | ---------------------- | ---------------- | ------------------ | ---------------- | ------------------------ | --------------------- | ----------------------- | ---------- |
| Avatar                   | 18 de dezembro de 2009 | $760,507,625     | $2,029,172,169     | $2,789,679,794   | #4                       | #1                    | $237 milhões de dólares | [ 4 ]      |
| Avatar: The Way of Water | 16 de dezembro de 2022 | $684,075,767     | $1,636,174,514     | $2,320,250,281   | #7                       | #3                    | $250 milhões de dólares | [ 5 ]      |
| Avatar 3                 | 19 de dezembro de 2025 | TBD              | TBD                | TBD              | TBD                      | TBD                   | $250 milhões de dólares | [ 5 ]      |
| Avatar 4                 | 18 de dezembro de 2027 | TBD              | TBD                | TBD              | TBD                      | TBD                   | $250 milhões de dólares | [ 5 ]      |
| Avatar 5                 | 22 de dezembro de 2029 | TBD              | TBD                | TBD              | TBD                      | TBD                   | $250 milhões de dólares | [ 5 ]      |
| Total                    | Total                  | $760507625       | $2029172169        | $2789679794      |                          |                       | $1237000                | [ 6 ]      |

### Resposta crítica e pública
| Filme                    | Rotten Tomatoes      | Metacritic         | CinemaScore |
| ------------------------ | -------------------- | ------------------ | ----------- |
| Avatar                   | 82% (316 avaliações) | 83 (35 avaliações) | A           |
| Avatar: The Way of Water | 76% (449 avaliações) | 67 (68 avaliações) | A           |

### Prêmios
| Categoria          | Categoria          | 2010     | 2023             |
| Categoria          | Categoria          | Avatar   | The Way of Water |
| ------------------ | ------------------ | -------- | ---------------- |
| Filme              | Filme              | Indicado | Indicado         |
| Diretor            | Diretor            | Indicado | —                |
| Fotografia         | Fotografia         | Venceu   | —                |
| Edição             | Edição             | Indicado | —                |
| Trilha Sonora      | Trilha Sonora      | Indicado | —                |
| Design de Produção | Design de Produção | Venceu   | Indicado         |
| Melhor Som         | Edição             | Indicado | Indicado         |
| Melhor Som         | Mixagem            | Indicado | Indicado         |
| Efeitos Visuais    | Efeitos Visuais    | Venceu   | Venceu           |

1. ↑  Em 2021, a categoria Direção de Arte foi renomeada Design de Produção.
2. ↑  Em 2021, as categorias de Melhor Mixagem de Som e Melhor Edição de Som foram unidas em uma só de Melhor Som.

## Outras mídias

### Video games
James Cameron's Avatar: The Game, um Jogo eletrônico de ação em terceira pessoa, que atua como uma prequela do filme, apresenta Sigourney Weaver, Stephen Lang, Michelle Rodriguez e Giovanni Ribisi nos mesmos papeis do filme. Desenvolvido pela Ubisoft Montreal e publicado pela Ubisoft, foi lançado duas semanas antes do filme em dezembro de 2009.
Em 2023 a Ubisoft lançou o segundo video game baseado em Avatar, Avatar: Frontiers of Pandora, desenvolvido pela Massive Entertainment.

### Toruk – The First Flight (2015)
Toruk – The First Flight foi uma produção de turnê do Cirque du Soleil ambientada séculos antes dos eventos de Avatar, seguindo um jovem Toruk em Pandora enquanto o Na'vi Entu e Ralu tentam domá-lo.

### Histórias em quadrinhos
Em 6 de maio de 2017, para o Dia do Quadrinho Grátis a Dark Horse Comics publicou uma história intitulada FCBD 2017: Avatar / Briggs Land de James Cameron, que incluiu um conto ambientado no mundo de Avatar intitulado "Brothers". De janeiro a agosto de 2019, Dark Horse publicou uma minissérie de seis edições chamada Avatar:Tsu'tey's Path. Tsu'tey's Path foi coletado em formato de paperback comercial em 27 de novembro de 2019, com "Brothers" incluído como material suplementar. Em 2024, foi publicada uma minissérie focando no protagonista de Avatar: Frontiers of Pandora.
| História                                | Edições | Número    | Data de lançamento | Roteiro         | Arte                                     | Cores          | Capa                                    |
| --------------------------------------- | ------- | --------- | ------------------ | --------------- | ---------------------------------------- | -------------- | --------------------------------------- |
| "Brothers"                              | 1       | FCBD 2017 | May 6, 2017        | Sherri L. Smith | Doug Wheatley                            | Wes Dzioba     | Dave Wilkins                            |
| Tsu'tey's Path                          | 6       | 1         | January 16, 2019   | Sherri L. Smith | Jan Duursema (pencils) Dan Parson (inks) | Wes Dzioba     | Doug Wheatley Shea Standefer (variants) |
| Tsu'tey's Path                          | 6       | 2         | February 13, 2019  | Sherri L. Smith | Jan Duursema (pencils) Dan Parson (inks) | Wes Dzioba     | Doug Wheatley Shea Standefer (variants) |
| Tsu'tey's Path                          | 6       | 3         | March 20, 2019     | Sherri L. Smith | Jan Duursema (pencils) Dan Parson (inks) | Wes Dzioba     | Doug Wheatley Shea Standefer (variants) |
| Tsu'tey's Path                          | 6       | 4         | May 1, 2019        | Sherri L. Smith | Jan Duursema (pencils) Dan Parson (inks) | Wes Dzioba     | Doug Wheatley Shea Standefer (variants) |
| Tsu'tey's Path                          | 6       | 5         | June 26, 2019      | Sherri L. Smith | Jan Duursema (pencils) Dan Parson (inks) | Wes Dzioba     | Doug Wheatley Shea Standefer (variants) |
| Tsu'tey's Path                          | 6       | 6         | August 21, 2019    | Sherri L. Smith | Jan Duursema (pencils) Dan Parson (inks) | Wes Dzioba     | Doug Wheatley Shea Standefer (variants) |
| The Next Shadow                         | 4       | 1         | January 6, 2021    | Jeremy Barlow   | Josh Hood                                | Wes Dzioba     | Guilherme Balbi with Wes Dzioba         |
| The Next Shadow                         | 4       | 2         | February 3, 2021   | Jeremy Barlow   | Josh Hood                                | Wes Dzioba     | Guilherme Balbi with Wes Dzioba         |
| The Next Shadow                         | 4       | 3         | March 3, 2021      | Jeremy Barlow   | Josh Hood                                | Wes Dzioba     | Guilherme Balbi with Wes Dzioba         |
| The Next Shadow                         | 4       | 4         | April 7, 2021      | Jeremy Barlow   | Josh Hood                                | Wes Dzioba     | Guilherme Balbi with Wes Dzioba         |
| Adapt or Die                            | 6       | 1         | May 4, 2022        | Corinna Bechko  | Beni Lobel                               | Mark Molchan   | Wes Dzioba                              |
| Adapt or Die                            | 6       | 2         | June 1, 2022       | Corinna Bechko  | Beni Lobel                               | Mark Molchan   | Wes Dzioba                              |
| Adapt or Die                            | 6       | 3         | July 6, 2022       | Corinna Bechko  | Beni Lobel                               | Mark Molchan   | Wes Dzioba                              |
| Adapt or Die                            | 6       | 4         | August 1, 2022     | Corinna Bechko  | Beni Lobel                               | Mark Molchan   | Wes Dzioba                              |
| Adapt or Die                            | 6       | 5         | September 9, 2022  | Corinna Bechko  | Beni Lobel                               | Mark Molchan   | Wes Dzioba                              |
| Adapt or Die                            | 6       | 6         | October 5, 2022    | Corinna Bechko  | Beni Lobel                               | Mark Molchan   | Wes Dzioba                              |
| The Next Shadow                         | 4       | 1         | January 6, 2021    | Jeremy Barlow   | Josh Hood                                | Wes Dzioba     | Guilherme Balbi with Wes Dzioba         |
| The Next Shadow                         | 4       | 2         | February 3, 2021   | Jeremy Barlow   | Josh Hood                                | Wes Dzioba     | Guilherme Balbi with Wes Dzioba         |
| The Next Shadow                         | 4       | 3         | March 3, 2021      | Jeremy Barlow   | Josh Hood                                | Wes Dzioba     | Guilherme Balbi with Wes Dzioba         |
| The Next Shadow                         | 4       | 4         | April 7, 2021      | Jeremy Barlow   | Josh Hood                                | Wes Dzioba     | Guilherme Balbi with Wes Dzioba         |
| Frontiers of Pandora - So'lek's Journey | 6       | 1         | February 28, 2024  | Ray Fawkes      | Gabriel Guzman                           | Michael Atiyeh | Gabriel Guzmán                          |
| Frontiers of Pandora - So'lek's Journey | 6       | 2         | March 27, 2024     | Ray Fawkes      | Gabriel Guzman                           | Michael Atiyeh | Gabriel Guzmán                          |
| Frontiers of Pandora - So'lek's Journey | 6       | 3         | April 24, 2024     | Ray Fawkes      | Gabriel Guzman                           | Michael Atiyeh | Gabriel Guzmán                          |
| Frontiers of Pandora - So'lek's Journey | 6       | 4         | May 29, 2024       | Ray Fawkes      | Gabriel Guzman                           | Michael Atiyeh | Gabriel Guzmán                          |
| Frontiers of Pandora - So'lek's Journey | 6       | 5         | July 17, 2024      | Ray Fawkes      | Gabriel Guzman                           | Michael Atiyeh | Gabriel Guzmán                          |
| Frontiers of Pandora - So'lek's Journey | 6       | 6         | August 21, 2024    | Ray Fawkes      | Gabriel Guzman                           | Michael Atiyeh | Gabriel Guzmán                          |

### Parques temáticos
Uma terra temática chamada Pandora – The World of Avatar foi inaugurada em 2017 no parque temático Disney's Animal Kingdom no Walt Disney World Resort em Bay Lake, Flórida, perto de Orlando. Projetada por Walt Disney Imagineering e Lightstorm, a terra temática é ambientada gerações após os eventos dos filmes e apresenta duas atrações, Avatar Flight of Passage e Na'vi River Journey, além de três lojas e apresentações musicais diárias. O sucesso da terra levou ao anúncio de que uma atração baseada em Avatar será inaugurada na Disneylândia em Anaheim.